# Amalie Skram
Pour les articles homonymes, voir Skram et Alver.
Œuvres principales
Les Gens de Hellemyr
Amalie Skram, née Berthe Amalie Alver le 22 août 1846 à Bergen et morte le 15 mars 1905  à Copenhague, est une femme de lettres norvégienne, et est parmi les auteurs de romans les plus importants de son pays.  Les Gens de Hellemyr, écrite de 1887 à 1899, est souvent considérée comme une de ses oeuvres majeures, et décrit sur plusieurs générations l'évolution et l'ascencion sociale d'une famille paysanne.

## Biographie

### Origines
Berthe Amalie Alver est née le 22 août 1846 et a été baptisée à la cathédrale de Bergen le 27 septembre 1846. Elle a passé les premières années de sa vie dans la ruelle Apotekersmauet avant que sa famille ne déménage dans la rue Strandgaten. 
Berthe Amalie Alver avait 8 frères et sœurs dont seulement 4 ont vécu jusqu'à l'âge adulte. Son père, Mons Monsen Alver était originaire de la ferme Alver du village Alversund situé au nord de Bergen. Il avait un commerce dans le soubassement de la maison familiale. Sa mère, Ingeborg Lovise Sivertsen était la fille d'un cordonnier de Bergen.
Les affaires du père d'Amélie, Mons Monsen se portent mal et il fait banqueroute en 1863. En raison d'irrégularités dans la comptabilité de son magasin, il est alors contraint de fuir en 1864 aux États-Unis dans l'État de Dakota du Nord pour éviter la prison. La maison familiale de Bergen est vendue aux enchères et le reste de la famille doit déménager. Ils devaient originellement rejoindre Mons Monsen aux États-Unis une fois qu'il aurait trouvé un travail, mais la mère d'Amalie refuse et reste avec ses enfants à Bergen. 
Ingeborg Lovise Sivertsen était très soucieuse que ses enfants effectuent une bonne scolarité. Amalie a suivi les cours de la meilleure école pour filles de Bergen et deux de ses frères sont allés à l'école latine, même si la famille avait peu d'argent et pas de statut social élevé. Amalie racontait qu'elle ne rentrait pas immédiatement à la maison après l'école, comme les autres élèves, mais qu'elle traînait dans les rues et fréquentait des marginaux comme "Småfylla" (un alcoolique) ou "Tippe Tue". 
Mons Monsen essaie à maintes reprises de convaincre Ingeborg Louise de le rejoindre aux États-Unis mais ne réussit pas. La famille reçoit quelques années plus tard un message annonçant sa mort. Cela nourrit des spéculations suggérant que Mons Monsen avait envoyé le message lui-même pour pouvoir commencer une nouvelle vie avec une nouvelle épouse et des enfants. En effet, une annonce funèbre paraît dans le journal 28 ans plus tard. Ingeborg Louise choisit alors de croire à une incompréhension. Selon Myheritage, Mons Monsen serait mort en 1898, confirmant les soupçons concernant le premier faire-part.

### Premier mariage

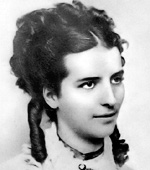
Amalie Skram jeune

Amalie effectue sa confirmation en 1863 et rencontre à la même époque le capitaine Bernt Ulrik August Müller, de 9 ans son aîné. Peu de temps après le départ de son père (1864), ils se fiancient. Elle a seulement 18 ans quand ils se marient, probablement sous la pression de la mère d'Amalie car la famille Müller avait un rang prestigieux. 
Amalie suit alors son mari dans une expédition vers, notamment, le Mexique et la Jamaïque. À leur retour, ils s'établissent à Bergen. Leur premier fils, Jacob naît en 1866 et le second, Ludvig August, en 1868. Amalie et son mari entament un tour du monde, avec leurs enfants, de 1869 à 1871. En dépit de la dureté de la vie à bord, elle supporte assez bien le voyage. 
Amalie se radicalise à la suite de leur retour à Bergen en 1871, et renie sa foi chrétienne. Elle est membre d'un théâtre amateur et écrit sa première critique littéraire au sujet du roman Fru Marie Grubbe de l'auteur naturaliste J.P. Jacobsen. Elle est publiée anonymement dans le journal Bergens Tidende en 1877.
La distance croît au sein de son couple. Elle demande le divorce en raison des infidélités de son mari, mais sa belle-famille la presse d'abandonner son projet en raison du scandale qu'un divorce aurait créé à cette époque. Cela conduit Amalie à une crise de nerfs et elle est internée à l'hôpital de Gaustad en décembre 1877. 
Elle y reste un an et ne rentre pas à Bergen après sa sortie de l'hôpital. Elle choisit de vivre chez ses frères, d'abord chez Wilhem à Kragerø, puis chez Ludvig August à Fredrikshald. Plus tard, elle déménage à Kristiana (Oslo) et écrit alors une série de critiques littéraires, en particulier au sujet d'oeuvres naturalistes

### Second mariage
Amalie Alver rencontre en 1882 l'auteur danois Erik Skram pendant l'anniversaire des 50 ans de Bjørnstjerne Bjørnson à la ferme Aulestad (Gausdal, Innlandet). Ils rentrent tous deux à Kristiana après la réception et y restent quelques jours. Malheureusement, Erik vivait à Copenhague, et les amants ne pouvaient pas se rencontrer souvent. Amalie décide en 1884  de se marier avec Erik, de 1 an son cadet, et déménage à Copenhague. 
La carrière d'Amalie décolle à cette époque. Elle fait ses débuts comme romancière avec Constance Ring en 1885 publié à compte d'auteur chez Huseby & co à Kristiana. Le livre devait originellement être publié par Gyldendal à Copenhague et était sorti des presses lorsques l'éditeur demande à ce qu'Amalie supprime quelques paragraphes qu'il jugeait offensants. Amalia refuse et préfére payer elle-même les frais d'impression chez Huseby & co. Ce n'est que dix ans plus tard, en 1895, qu'elle est publiée par les prestigieuses éditions Gyldendal de Copenhague avec Professor Hieronimus.
Amalie et Erik Skram sont tous deux responsables de l'économie de la famille. Leur couple est de nombreuses manières moderne. En 1889, alors qu'Amalie a 43 ans, elle donne naissance à leur fille Johanne. Erik est un soutien important pour Amalie et leur mariage comporte de nombreuses périodes heureuses, mais est aussi marqué par la méfiance en raison des infidélités d'Erik. 
Amalie accepte d'être admise à la 6e division de l'hôpital municipal de Copenhague en 1894. Contre son avis, mais selon les recommandations des médecins et après l'accord de son mari, elle est transférée à l'hôpital psychiatrique Sct. Hans de Roskilde. Elle s'inspire de ces séjours pour écrire ses deux romans Professor Hieronimus et På Sct. Jørgen, tous deux écrits en 1895.
Après sa sortie de l'hôpital Sct. Hans, Amalie retourne à Copenhague, mais pas au domicile conjugal. Elle emménage dans une chambre de bonne à quelques mètres de la maison d'Erik et commence de nouveau à écrire des romans. Le mariage avec Erik devient de plus en plus compliqué car il a eu une autre relation pendant qu'elle était internée, ce qui vient s'ajouter à ses infidélités passées. Ils se séparent en 1899. 

### Dernières années
Amalie habite avec sa fille après sa séparation d'Erik. Elle écrit en 1899 un article dans le journal Verdens Gang, où elle exprime sa déception à l'encontre du mauvais accueil réservé à ses oeuvres en Norvège, et se désigne en conséquence comme une "écrivaine danoise". Deux ans plus tard, elle obtient une bourse en poésie du Danemark, après plusieurs refus de l'État norvégien. 
Amalie Skram s'est sentie si rejetée en Norvège qu'elle demanda à ce qu'on inscrive sur son urne funéraire « Sujet danois et écrivaine danois ». Néanmoins, c'est en Norvège qu'elle a posthumément reçu le plus d'attention alors que ses oeuvres jouent un rôle mineur au sein de la littérature danoise.
Elle meurt le 15 mars 1905 sans avoir achevé Mennesker.

## Œuvres traduites en français
- Les Gens de Hellemyr, tome 1, Vesle-Gabriel [« Hellemyrsfolket »], trad. de Luce Hinsch, Larbey, France, Gaïa Éditions, 2003, 261 p.  (ISBN 2-84720-007-X)
- Les Gens de Hellemyr, tome 2, Sivert [« SG Myre »], trad. de Luce Hinsch, Larbey, France, Gaïa Éditions, 2003, 314 p.  (ISBN 2-84720-023-1)
- Les Gens de Hellemyr, tome 3, Severin [« Avkom »], trad. de Luce Hinsch, Larbey, France, Gaïa Éditions, 2004, 391 p.  (ISBN 2-84720-038-X)
- Lucie (1888), trad. de Vincent Dulac, France, Cupidus Legendi, 2023, 244 p.  (ISBN 978-2-9586430-0-3)